# Telochurus delineata
Telochurus delineata är en fjärilsart som beskrevs av Barend J. Lempke 1959. Telochurus delineata ingår i släktet Telochurus och familjen tofsspinnare. Inga underarter finns listade i Catalogue of Life.